# Marek Kania
Marek Kania (* 2. dubna 1999 Varšava, Polsko) je polský rychlobruslař a inline bruslař.
V roce 2017 debutoval ve Světovém poháru v rychlobruslení juniorů i neoseniorů, v dalších letech ale startoval téměř výhradně pouze v polských závodech. Na mezinárodní scéně začal závodit na podzim 2021, kdy začal nastupovat do závodů Světového poháru. Na Mistrovství Evropy 2022 vybojoval v týmovém sprintu bronzovou medaili. Startoval na ZOH 2022 (500 m – 16. místo) a krátce poté získal stříbrnou medaili v týmovém sprintu na světovém šampionátu 2022.
Věnuje se také inline bruslení, pravidelně se účastní evropských šampionátů.